# شركة نفط البصرة
شركة نفط البصرة هي شركة نفط عراقية حكومية، تابعة لوزارة النفط موقعها ونطاق أعمالها في محافظة البصرة، في جنوب العراق.
وهي واحدة من الشركات ال 16 التابعة لوزارة النفط، كان اسمها شركة نفط الجنوب، أُسّست في 16 حزيران 1969 وكانت أعمالها تشمل البصرة وذي قار والنجف وكربلاء وواسط، ثم في سنة 2008 انبثقت منها شركة نفط ميسان مخصصة لمحافظة ميسان ثم انبثقت شركة نفط ذي قار سنة 2016 مخصصة لنفط محافظة ذي قار، فتغيّر اسم شركة نفط الجنوب إلى شركة نفط البصرة.

## التأسيس
شركة نفط الجنوب أحد التشكيلات الرئيسية لشركة النفط الوطنية العراقية وهي النواة الأولى والاساس لعمليات الاستثمار الوطني المباشر في عقد السبعينات حيث كانت في هيكلها وتركيبها مؤسسة تابعة للشركة الوطنية . تصاعدت فعاليات ونشاطات الشركة بشكل مضطرد وبوتائر متصاعدة بداية السبعينات إذ انجزت مراحل استثمار وتطوير حقل الرميلة الشمالي بمراحله الثلاث وصولا إلى طاقة إنتاج (42) مليون طن في السنة، تزامن ذلك مع التوسع في وتائر العمل في كافة النشاطات بدأً بالحفر وتوسيع وبناء منشات الإنتاج وتنفيذ مشاريع استثمار الغاز الطبيعي المصاحب في حقول الرميلة الشمالي والجنوبي وتطوير حقول جديدة في اللحيس والصبة ونهران عمر وحقول نفط ميسان ومد انابيب تصدير وتوسيع مرافق التصدير والبنى التحتية لمواقع الشركة مقرونا بتوفير الخدمات والسكن والعناية الصحية للمنتسبين وتحقيق خطط طموحة في مجالات الاهيل والتطوير واستحداث معاهد ومراكز للتدريب والتطوير الفني والإداري، قال مدير الشركة باسم عبد الكريم، في يوم 29 أيار سنة 2023 لوكالة الأنباء العراقية "إن شركة نفط البصرة هي الشركة الأولى التي ترفد موازنة الدولة العراقية بأكثر من 75 بالمائة.

## بعد التأميم
خلال منتصف السبعينات صدر قرار بتأميم شركة نفط البصرة ونشاطات شركة ايراب في ميسان والحقت عملياتها النفطية ومنشاتها لشركة النفط الوطنية ويأتي تصنيف شركة نفط الجنوب بالمرتبة الأولى في العراق , وتأتي بالمرتبة الثامنة من حيث الإنتاج في تصنيف الشركات النفطية العالمية . وتغطي فعالياتها مساحة جغرافية بحدود (180) الف كم2 تمتد من الخليج العربي حتى حديثة.خلال عقد السبعينات بلغت طاقة الإنتاج القصوى من حقول الجنوب (2,75) مليون برميل في اليوم وكانت الخطط تهدف للوصول إلى طاقة بحدود (4) مليون برميل/اليوم.تعرضت منشات الشركة ومكوناتها خلال حرب (1991) إلى اضرار كبيرة وبلغ مستوى الإنتاج قبل احداث عام (2003) معدل (2) مليون برميل/اليوم .

## بعد الاحتلال 2003
بعد الاحتلال الأمريكي للعراق عام (2003) تعرضت عموم حقول ومنشات ومرافق الشركة إلى اضرار جسيمة ناجمة عن التخريب والسرقة والحرق والدمار طالت كافة اوصال الشركة فيما وصلت نسبة الدمار في عموم المنشات 80-90 % وأصبح عندها الإنتاج لا يتعدى (150) الف برميل/اليوم .
تحققت حملة اعمار واسعة ومكثفة تمكنت الشركة ومن خلال كادرها وإمكاناتها الذاتية بالصعود بمعدلات الإنتاج وعلى مراحل حيث تمكن من تحقيق معدل إنتاج (500) الف برميل/اليوم خلال شهر حزيران من نفس العام ومن ثم تصدير أول شحنة نفط من موانئ الشركة خلال نفس الشهر . تظافرت الجهود وتضاعفت العطاءات حتى تمكنت الشركة وخلال فترة لا تتعدى العام من إعادة وضعها إلى احسن من السابق حيث وصلت طاقة الإنتاج خلال الربع الأول من عام (2004) إلى (2,15) مليون برميل/اليوم.

## الحقول التابعة
- حقل نفط غرب القرنة1
- حقل نفط غرب القرنة 2
- حقل نفط الطوبة
- حقل نفط مجنون
- حقل نفط الرميلة الشمالية
- حقل نفط الرميلة الجنوبية
- حقل نفط نهران عمر
- حقول نفط الزبير
- حقل نفط الغراف
- حقل نفط السماوة
- حقل نفط بدرة وجصان

## وصلات خارجية
- https://boc.oil.gov.iq